# Selaginella epirrhizos
Selaginella epirrhizos är en mosslummerväxtart som beskrevs av Antoine Frédéric Spring. Selaginella epirrhizos ingår i släktet mosslumrar, och familjen mosslummerväxter. Inga underarter finns listade i Catalogue of Life.